# Komettorget
Komettorget är ett litet torg med ändhållplats för spårvägen i Bergsjön, Göteborg där två busslinjer ansluter. 
Kring torget är bebyggelsen gles och där finns förutom en centrumbyggnad med butiker och restaurang även välutnyttjade odlingslotter. Strax intill ligger en förskola och en bollplan och bostadsområdena vid Meteorgatan i söder och vid Nebulosagatan och Kometgatan i öster. En gångväg med trappor leder upp till en höjd i sydväst, med de stora bostadsområdena vid Kosmosgatan och Universumsgatan.

## Namnet
Torget fick sitt namn år 1965, som ett gruppnamn – rymd och universum.

## Galleri

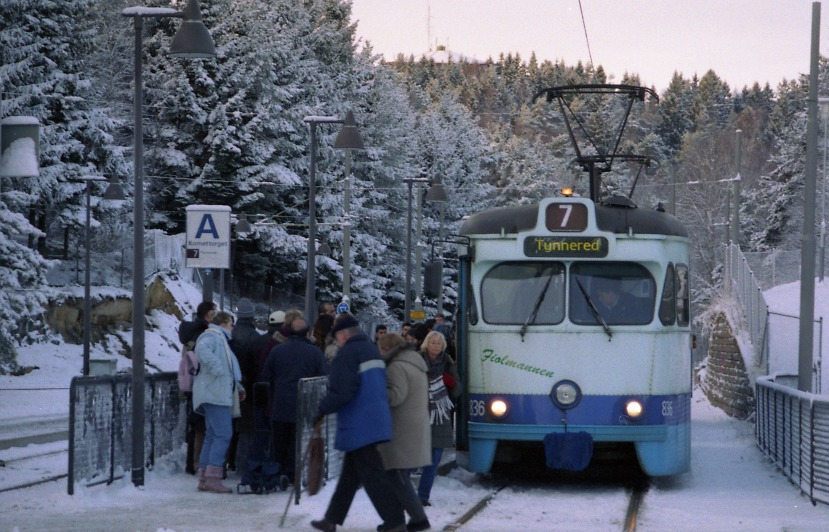
Ändhållplatsen vintertid.
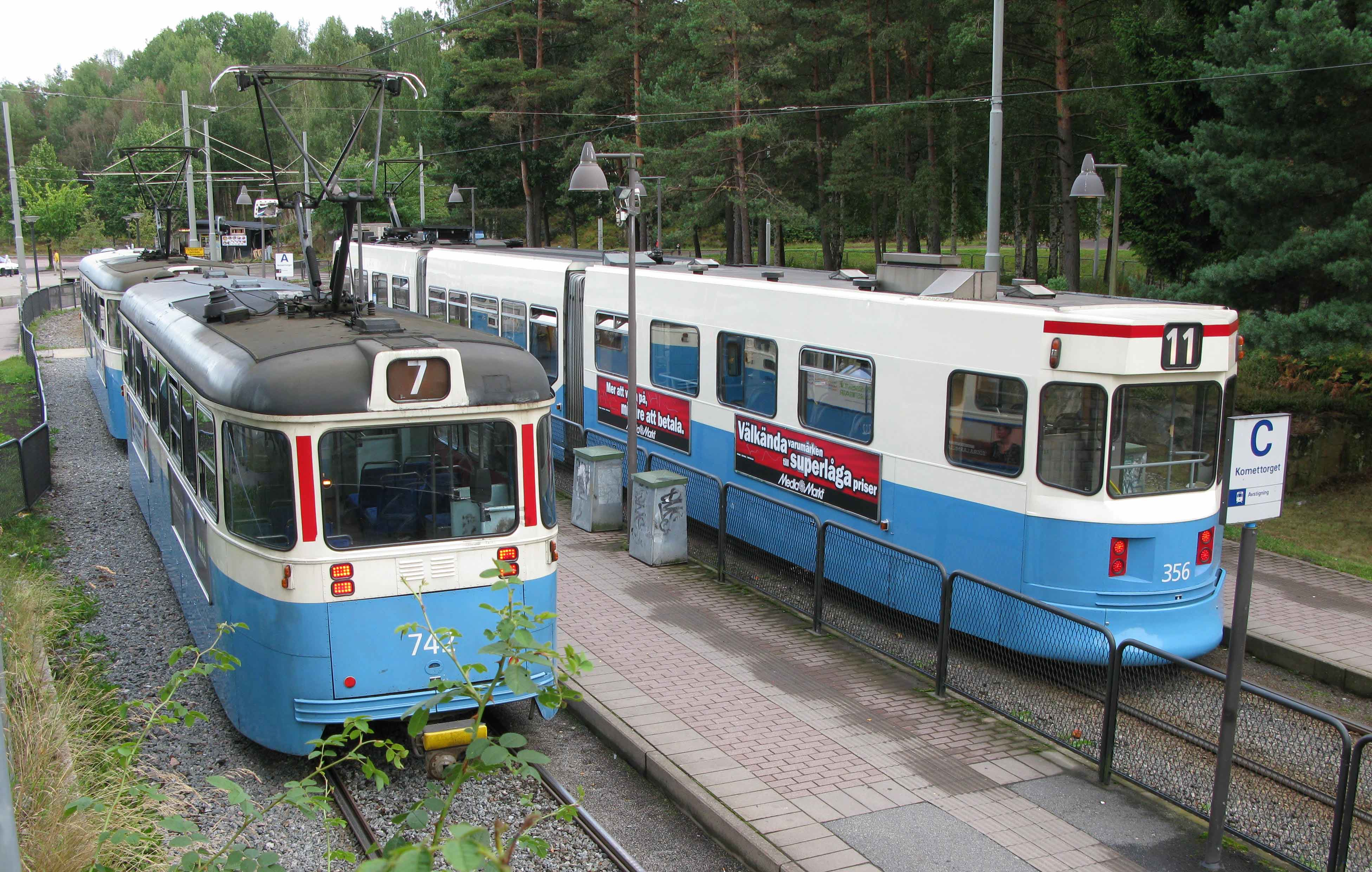
Spårvagnar vid ändhållplatsen Komettorget.
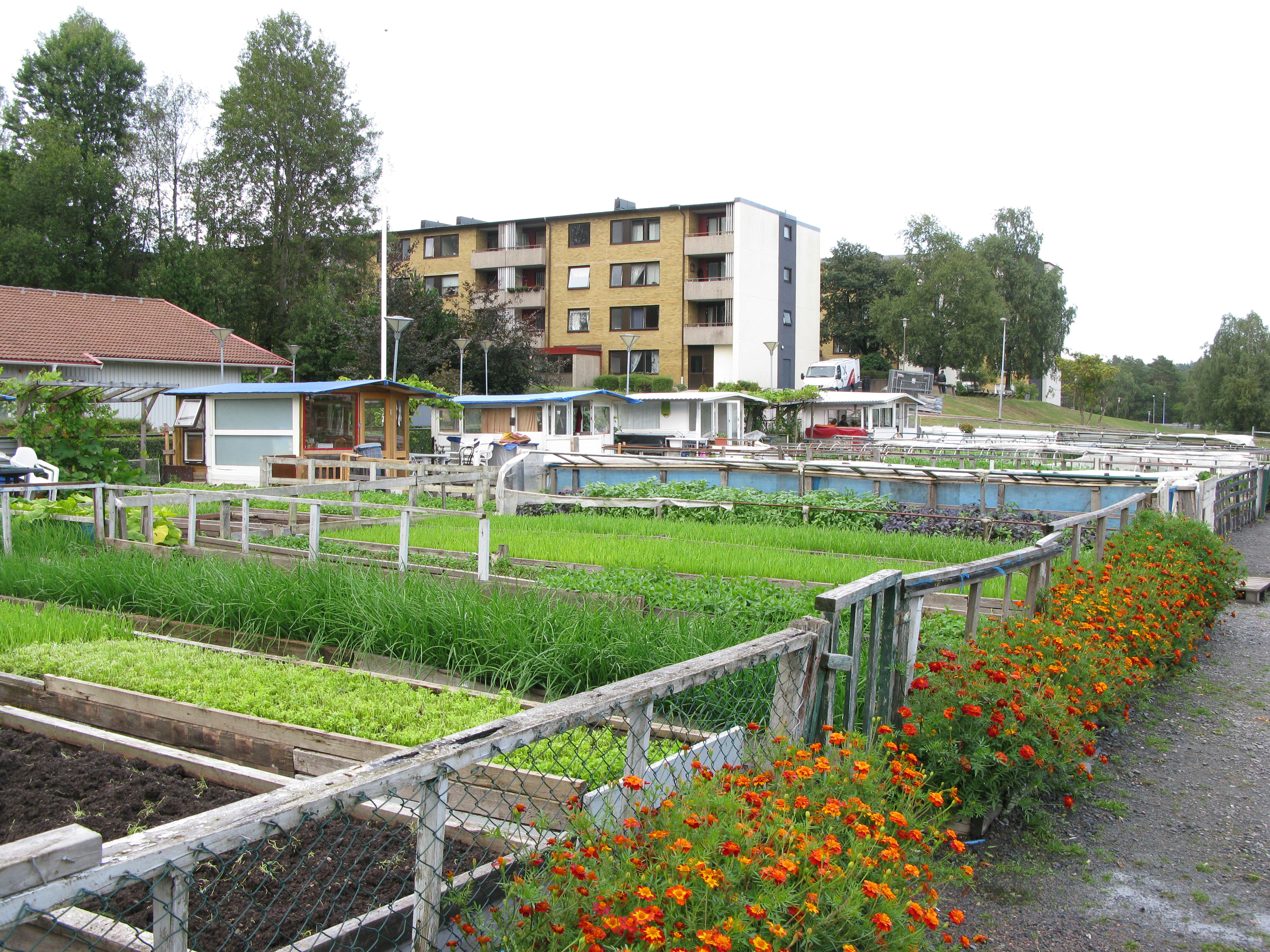
Odlingslotter vid Komettorget.
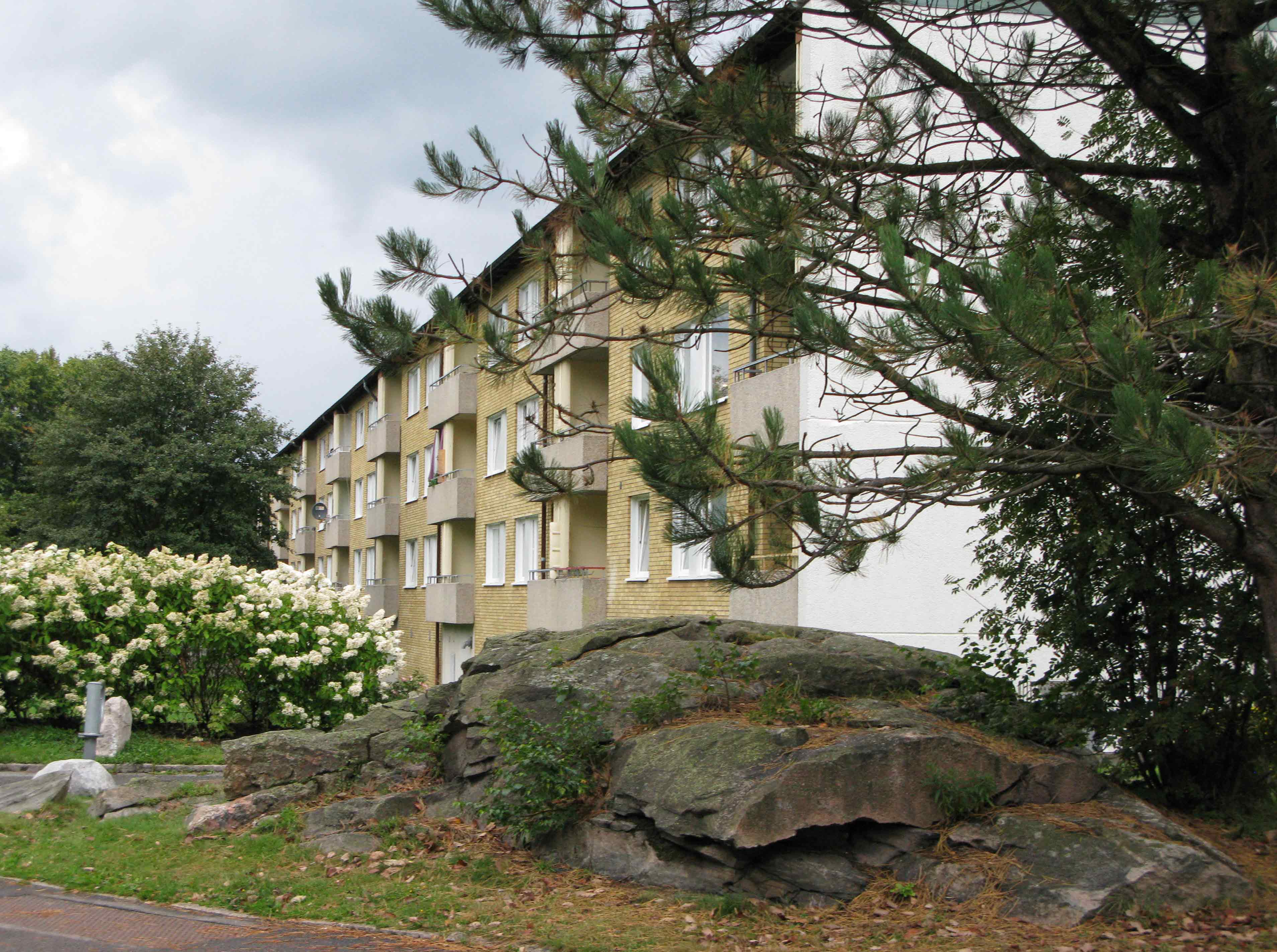
Flerfamiljshus vid Kometgatan.
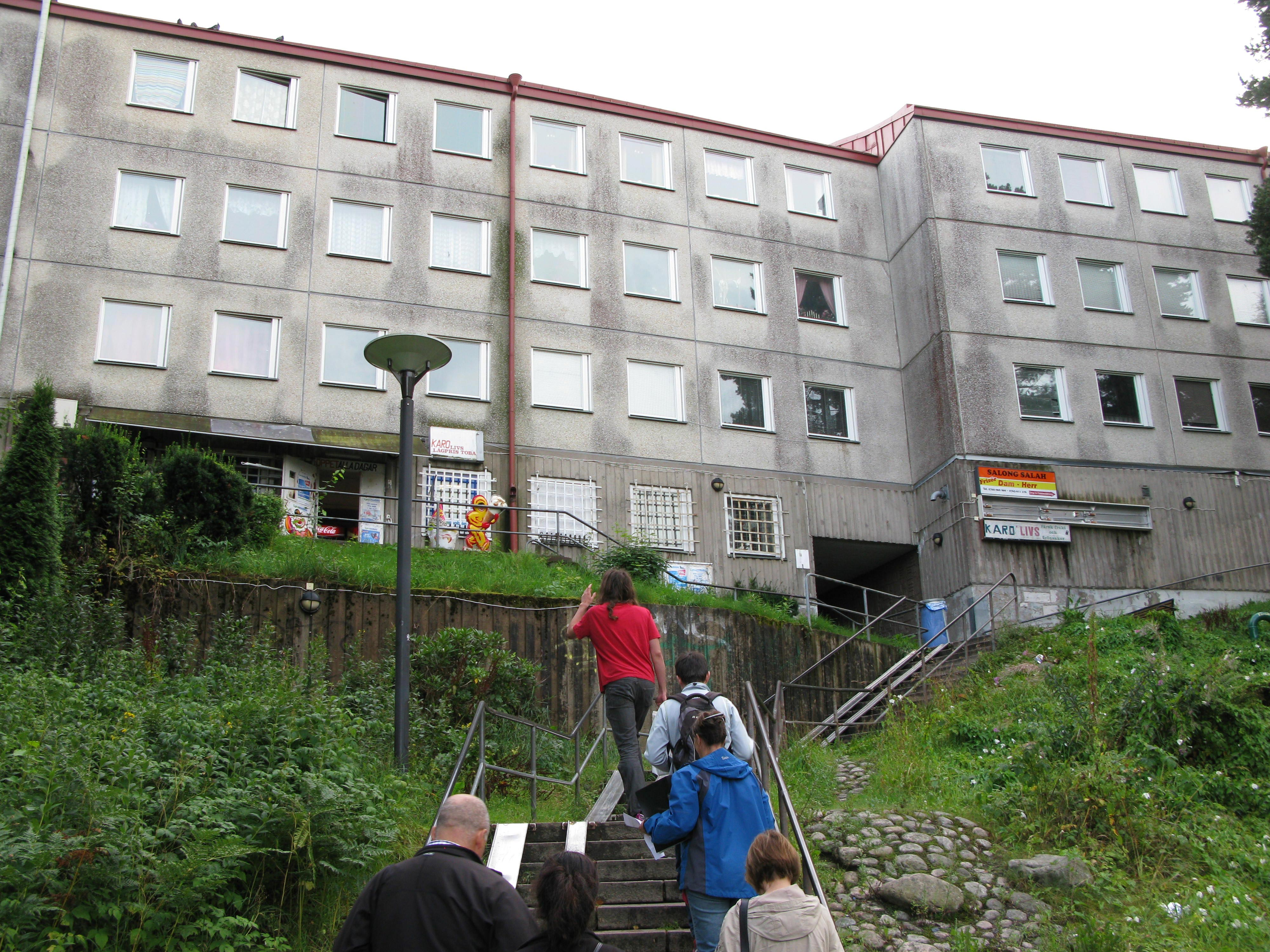
Gångväg från Komettorget till Kosmosgatan.